# Muslim Magomaev
Muslim Magomaev (în rusă Муслим Магометович Магомаев; n. 17 august 1942, Bakı, Republica Sovietică Socialistă Azerbaidjană – d. 25 octombrie 2008, Moscova, Rusia) a fost un cântăreț rus.